# Ламар (Арканзас)
Ламар (англ. Lamar) — місто (англ. city) в США, в окрузі Джонсон штату Арканзас. Населення — 1719 осіб (2020).

## Географія
Ламар розташований на висоті 134 метра над рівнем моря за координатами 35°26′40″ пн. ш. 93°23′42″ зх. д. / 35.44444° пн. ш. 93.39500° зх. д. (35.444436, -93.394887).  За даними Бюро перепису населення США в 2010 році місто мало площу 12,26 км², з яких 12,22 км² — суходіл та 0,05 км² — водойми.

## Демографія
Згідно з переписом 2010 року, у місті мешкало 1605 осіб у 639 домогосподарствах у складі 423 родин. Густота населення становила 131 особа/км².  Було 725 помешкань (59/км²). 
Расовий склад населення:
| - 93,2 % — білих - 1,1 % — корінних американців - 0,6 % — чорних або афроамериканців - 0,1 % — вихідців з тихоокеанських островів - 0,1 % — азіатів - 1,9 % — осіб інших рас |

До двох чи більше рас належало 3,1 %. Іспаномовні складали 4,1 % від усіх жителів.
За віковим діапазоном населення розподілялося таким чином: 23,3 % — особи молодші 18 років, 61,1 % — особи у віці 18—64 років, 15,6 % — особи у віці 65 років та старші. Медіана віку мешканця становила 38,2 року. На 100 осіб жіночої статі у місті припадало 93,1 чоловіків;  на 100 жінок у віці від 18 років та старших — 92,0 чоловіків також старших 18 років.
Середній дохід на одне домашнє господарство  становив 42 907 доларів США (медіана — 35 411), а середній дохід на одну сім'ю — 55 042 долари (медіана — 44 531). Медіана доходів становила 35 616 доларів для чоловіків та 29 306 доларів для жінок. За межею бідності перебувало 24,2 % осіб, у тому числі 35,1 % дітей у віці до 18 років та 23,0 % осіб у віці 65 років та старших.
Цивільне працевлаштоване населення становило 762 особи. Основні галузі зайнятості: виробництво — 32,4 %, освіта, охорона здоров'я та соціальна допомога — 24,4 %, роздрібна торгівля — 15,1 %, будівництво — 6,0 %.
За даними перепису населення 2000 року в Ламарі проживало 1415 осіб, 362 родини, налічувалося 529 домашніх господарств і 585 житлових будинків. Середня густота населення становила близько 125,2 осіб на один квадратний кілометр. Расовий склад Ламара за даними перепису розподілився таким чином: 95,97 % білих, 0,14 % — чорних або афроамериканців, 1,13 % — корінних американців, 0,21 % — азіатів, 1,91 % — представників змішаних рас, 0,64 % — інших народів. Іспаномовні склали 3,46 % від усіх жителів міста.
З 529 домашніх господарств в 35,5 % — виховували дітей віком до 18 років, 51,6 % представляли собою подружні пари, які спільно проживали, в 12,1 % сімей жінки проживали без чоловіків, 31,4 % не мали сімей. 28,0 % від загального числа сімей на момент перепису жили самостійно, при цьому 11,9 % склали самотні літні люди у віці 65 років та старше. Середній розмір домашнього господарства склав 2,54 особи, а середній розмір родини — 3,05 особи.
Населення міста за віковим діапазоном за даними перепису 2000 року розподілилося таким чином: 25,8 % — жителі молодше 18 років, 9,6 % — між 18 і 24 роками, 27,4 % — від 25 до 44 років, 21,5 % — від 45 до 64 років і 15,7 % — у віці 65 років та старше. Середній вік мешканця склав 36 років. На кожні 100 жінок в Ламарі припадало 92,3 чоловіків, у віці від 18 років та старше — 92,0 чоловіків також старше 18 років.
Середній дохід на одне домашнє господарство в місті склав 23 317 доларів США, а середній дохід на одну сім'ю — 27 143 долара. При цьому чоловіки мали середній дохід в 23 309 доларів США на рік проти 16 207 доларів середньорічного доходу у жінок. Дохід на душу населення в місті склав 11 852 долари на рік. 14,8 % від усього числа сімей в населеному пункті і 17,7 % від усієї чисельності населення перебувало на момент перепису населення за межею бідності, при цьому 18,7 % з них були молодші 18 років і 15,2 % — у віці 65 років та старше.